# Fachverband Wasser- und Schifffahrtsverwaltung
Der Fachverband Wasserstraßen- und Schifffahrtsverwaltung e. V. (FWSV) im Deutschen Beamtenbund (dbb) ist eine deutsche Gewerkschaft, die sich mit den Belangen der Mitarbeitenden bei der WSV und der BAV befasst.

## Beschreibung
Der FWSV hat seinen Sitz seit 1994 in Aurich. Vorsitzender des Verbandes ist Egon Höfling. In Anlehnung an die Direktions- und Amtsstrukturen der WSV und die BAV gliedert sich der FWSV in 11 Regionalverbände.
Die wichtigsten Aufgaben des Verbandes liegen im Bereich dem Umbau der Verwaltung zusammenhängenden Fragen. Dies sind unter anderem:
- Geplante Umstrukturierungen der WSV
- Auswirkungen der Verwaltungsmodernisierung
- Auswirkungen der Digitalisierung am Arbeitsplatz
- Sicherstellung einer auch künftigen aufgabenadäquaten Personalausstattung einschließlich der Nachwuchsgewinnung und
- Fragen der Durchsetzung von strukturellen Verbesserungen für die einzelnen Laufbahngruppen.

## Geschichte
Der Fachverband Wasserstraßen- und Schifffahrtsverwaltung wurde 1948 gegründet. Dieser firmierte seit 1954 als Deutscher Beamtenbund (Gewerkschaftsbund der Berufsbeamten) – Fachverband Wasser- und Schifffahrtsverwaltung. 1972 wurde der Verbandssitz von Münster nach Stuttgart und 1977 von Stuttgart nach Mainz verlegt, seit 1994 befindet sich der Verbandssitz in Aurich. 2017 erfolgte die Auflösung der bisherigen Orts- und Bezirksgruppen, an ihre Stelle traten elf neue Regionalverbände. Die neue Bezeichnung Fachverband Wasser- und Schifffahrtsverwaltung wurde am 4. Mai 2017 in das Vereinsregister Aurich eingetragen.

## Organe des Verbandes
Oberstes Organ ist der Gewerkschaftstag, der jetzt das höchste Beschlussorgan darstellt und den bis 2017 existierenden Bundesvertretertag ersetzt. Dem Bundesvorstand gehören der Bundesvorsitzende, zwei Stellvertreter, zudem Kassenführer, Justitiar, Schriftführer und ein Vertreter für Tarifbeschäftigte an.

## Vorsitzende
- Herr Scheller, seit Gründung bis November 1959
- Herr Baus, von November 1959 bis Oktober 1969
- Herr Berlage, von Oktober 1969 bis November 1972
- Herr Meyer, von November 1972 bis Dezember 1980
- Klaus Neven, vom Dezember 1980 bis Dezember 1993
- Franz-Josef Mödden, vom 1. Januar 1994 bis 29. Januar 2003
- Torsten Müller, vom 29. Januar 2003 bis 22. September 2014
- Egon Höfling, seit 22. September 2014